# Helge Nissen
Helge Nissen, född 5 september 1871 i Rydhauge, Holstebro, död 5 oktober 1926, var en dansk operasångare och skådespelare. Han var i sitt tredje äktenskap gift med skådespelaren Gudrun Houlberg.
Nissen studerade sång för bland annat Leopold Rosenfeld. Han scendebuterade 1897 på Det Kongelige Teater som Mefisto i Faust, och verkade därefter vid operan fram till sin död. Nissen gästade Stockholmsoperan 1905 och sjöng 1909 Hans Sachs vid Covent Garden i London.
Nissen verkade under en kortare tid 1912 regissör vid operan i Köpenhamn.

## Filmografi (urval)
- 1921 – Blade af Satans bog

## Utmärkelser
- Kammarsångare,  1909[2]
- Riddare av Dannebrogorden,  1909[2]
- Dannebrogsmännens hederstecken,  1922[2]

[Redigera Wikidata]